# Бергия
Бергия (лат. Bergia) — род субтропических и тропических растений семейства Повойничковые (Elatinaceae).
Род назван в честь шведского ботаника Петера Йонаса Бергиуса.

## Описание
Однолетние или многолетние травы, или кустарнички. Листья супротивные.
Цветки мелкие, пятимерные, собраны в дихазии, реже одиночные. Чашелистиков 5, заострённые, с утолщённой средней жилкой и плёнчатым краем; лепестков 5. Тычинок 5—10. Завязь яйцевидная, 5(6)-гнёздная. Семена продолговатые, слегка согнутые.
Основное число хромосом: x = 6.

## Виды
- Bergia aestivosa (Wight) Steud.
- Bergia ammannioides Roxb. ex Roth — Бергия амманиевая, или Бергия амманиевидная
- Bergia anagalloides Walp.
- Bergia arenaroides Fenzl
- Bergia auriculata G.J.Leach
- Bergia barklyana G.J.Leach
- Bergia capensis L. typus — Бергия капская, или Бергия водная, или Бергия водяная
- Bergia decumbens Planch. ex Harv.
- Bergia diacheiron Verdon ex G.J.Leach
- Bergia erecta Guill. & Perr.
- Bergia glomerata L.f.
- Bergia glutinosa Dinter & Schulze-Menz
- Bergia guineensis Hutch. & Dalziel
- Bergia henshallii G.J.Leach
- Bergia koganii V.V.Nikitin ex Tulyag. — Бергия Когана
- Bergia mairei Quézel
- Bergia mossambicensis Wild
- Bergia occultipetala G.J.Leach
- Bergia pedicellaris (F.Muell.) F.Muell. ex Benth.
- Bergia pentheriana Keissl.
- Bergia perennis (F.Muell.) F.Muell.
- Bergia polyantha Sond.
- Bergia pusilla Benth.
- Bergia salaria Bremek.
- Bergia serrata Blanco
- Bergia sessiliflora Griseb.
- Bergia spathulata Schinz
- Bergia suffruticosa (Delile) Fenzl — Бергия кустарничковая
- Bergia texana (Hook.) Seub.
- Bergia trimera Fisch. & C.A.Mey.